# Lichnov (powiat Bruntál)
Lichnov (niem. Lichten) – gmina w Czechach, w powiecie Bruntál, w kraju morawsko-śląskim. Według danych z dnia 1 stycznia 2012 liczyła 1095 mieszkańców.
Składa się z dwóch części:
- Lichnov
- Dubnice

## Galeria

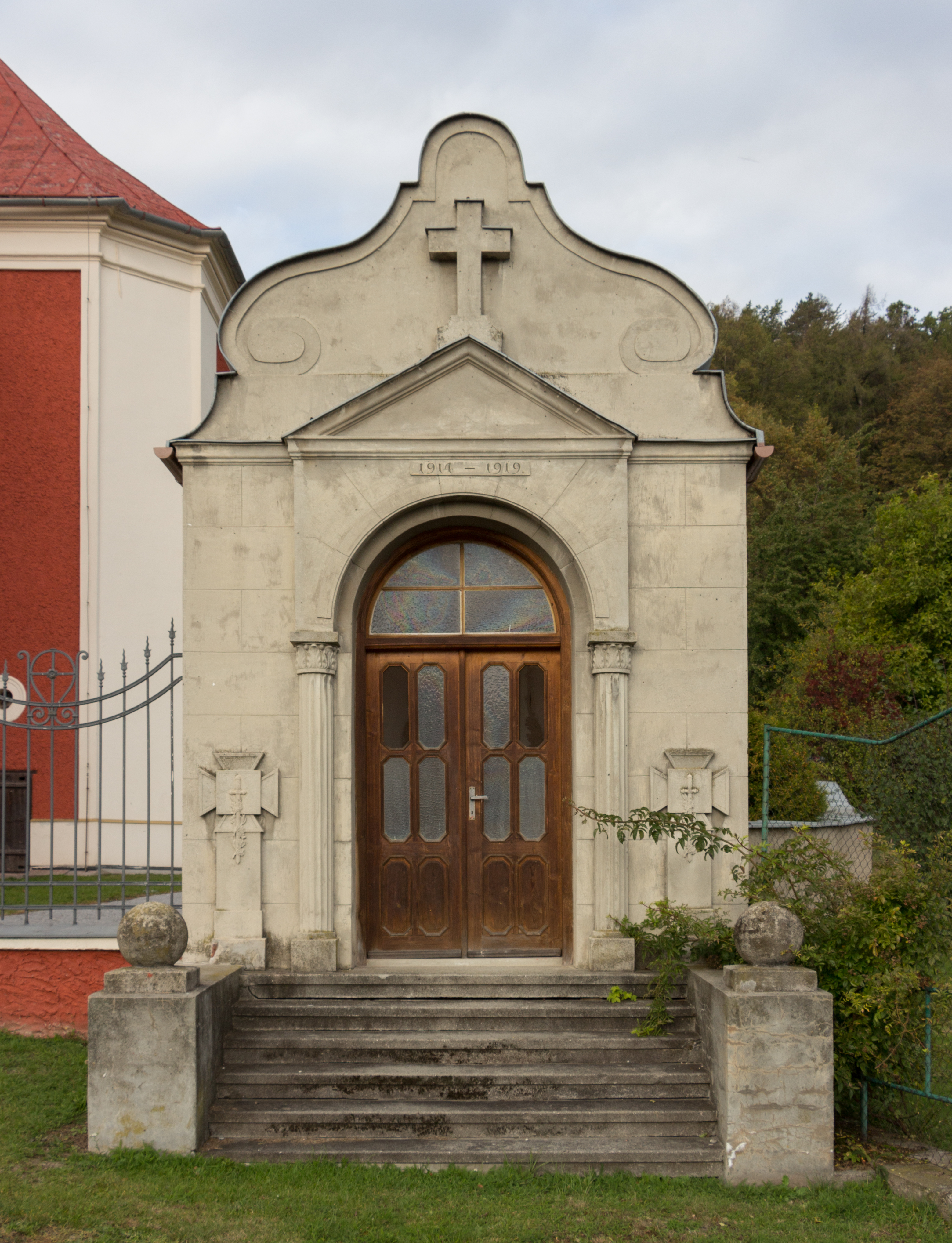
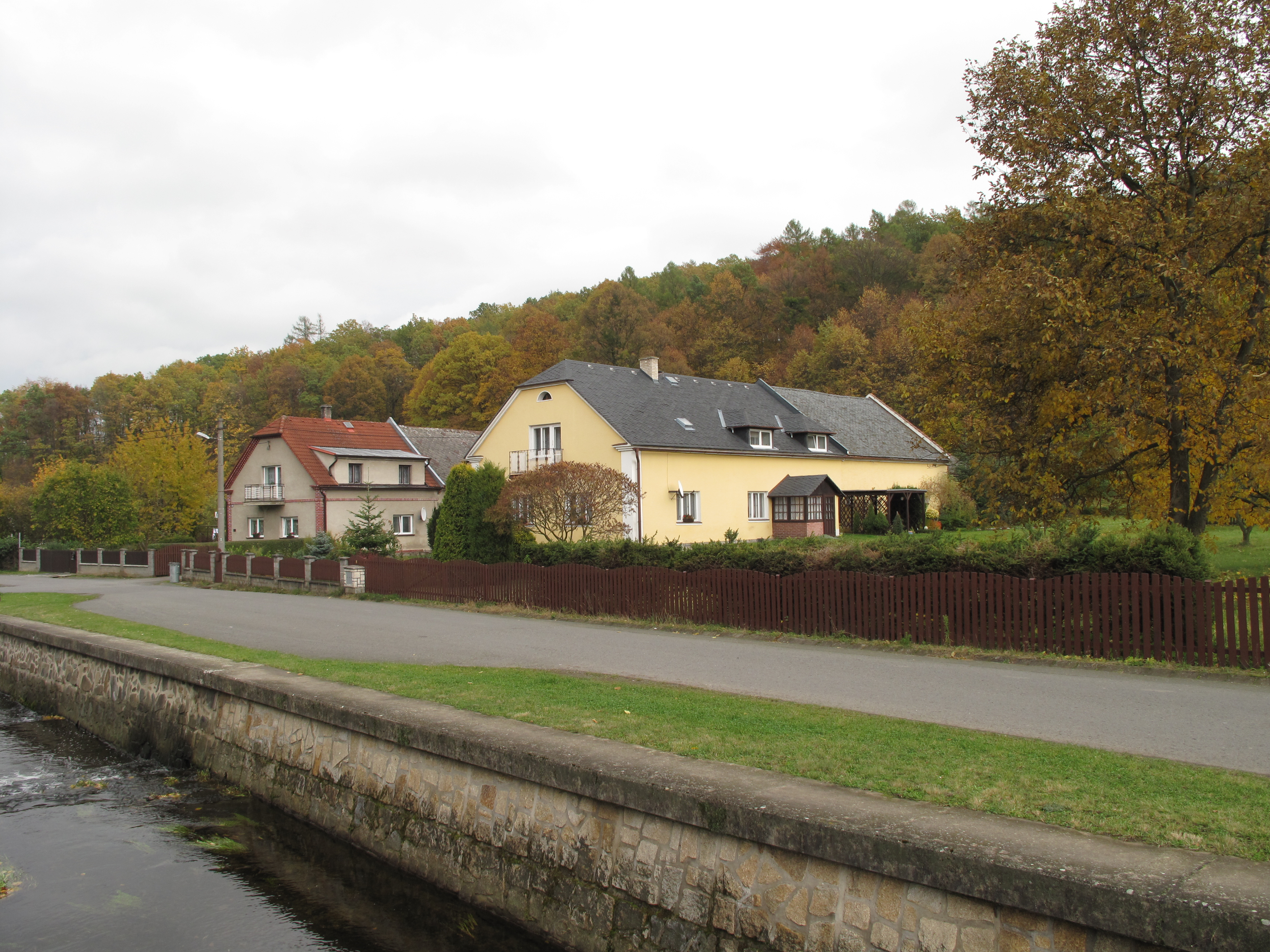